# Pallavolo ai Giochi europei - Torneo femminile
Il torneo femminile di pallavolo ai Giochi europei viene disputato con cadenza quadriennale durante i Giochi europei: la disciplina è stata introdotta nei giochi dalla prima edizione e partecipano al torneo dodici squadre nazionali europee.

## Edizioni
| Edizione      | Edizione      |  | Podio    | Podio   | Podio  |
| Anno          | Organizzatore |  | Campione | Seconda | Terza  |
| ------------- | ------------- |  | -------- | ------- | ------ |
| 2015 Dettagli | Baku          |  | Turchia  | Polonia | Serbia |
| 2019 Dettagli | Minsk         |  |          |         |        |

## Medagliere
| Pos. | Squadra | 1º posto | 2º posto | 3º posto | Totale |
| ---- | ------- | -------- | -------- | -------- | ------ |
| 1    | Turchia | 1        | -        | -        | 1      |
| 2    | Polonia | -        | 1        | -        | 1      |
| 3    | Serbia  | -        | -        | 1        | 1      |